# СССР В-12 бис (Патриот)
СССР В-12 бис (Патриот) — дирижабль мягкой конструкции, построенный в СССР. В-12 бис оказался первым и последним дирижаблем, построенным в Советском Союзе после окончания Великой Отечественной войны. Предназначался для тренировок экипажей.

## Описание
Дирижабль был спроектирован Б.А.Графом.
После того, как дирижабль СССР В-12 сгорел, его металлические элементы были использованы для постройки учебного дирижабля ССР В-12 бис (Патриот). Хвостовое же оперение корабль позаимствовал у дирижабля СССР В-1 бис.
Дирижабль имел деревянную гондолу. 
Успешно были проведены заводские испытания, корабль даже успел принять участие в нескольких военных парадах, совершить несколько учебных и пропагандистских полётов.
Однако, в 1947 году воздушное судно было законсервировано и полётов больше не совершало.